# Albert Canet
Henry Albert Canet (Londra, 17 aprile 1878 – Parigi, 25 luglio 1930) è stato un tennista francese.

## Palmarès

### Olimpiadi
- Bronzo a Stoccolma 1912 nel doppio maschile outdoor.
- Bronzo a Stoccolma 1912 nel doppio misto outdoor.